# Cotinus coggygria
Cotinus coggygria је украсни жбун из рода рујева (Cotinus sp.) који обухвата само две врсте. Ово је евроазијска врста, док друга, Cotinus obovatus, потиче из северне Америке.